# Märta-Stinatjärnarna
Märta-Stinatjärnarna är en sjö i Strömsunds kommun i Ångermanland och ingår i Ångermanälvens huvudavrinningsområde.